# Codington County
Codington County ist ein County im Nordosten des US-Bundesstaates South Dakota, Vereinigte Staaten. Das U.S. Census Bureau hat bei der Volkszählung 2020 eine Einwohnerzahl von 28.325 ermittelt.

## Geographie
Der Bezirk hat eine Fläche von 1857 Quadratkilometern; davon sind 76 Quadratkilometer (4,10 Prozent) Wasserflächen. Er wird in 17 Townships eingeteilt: Dexter, Eden, Elmira, Fuller, Germantown, Graceland, Henry, Kampeska, Kranzburg, Lake, Leola, Pelican, Phipps, Rauville, Richland, Sheridan und Waverly.

## Geschichte
Das County wurde am 15. Februar 1877 gegründet und die Verwaltung am 7. August 1878 abschließend organisiert. Benannt wurde es nach G.S. Codington, einem protestantischen Geistlichen und Abgeordneten in der gesetzgebenden Versammlung des Dakota-Territoriums.

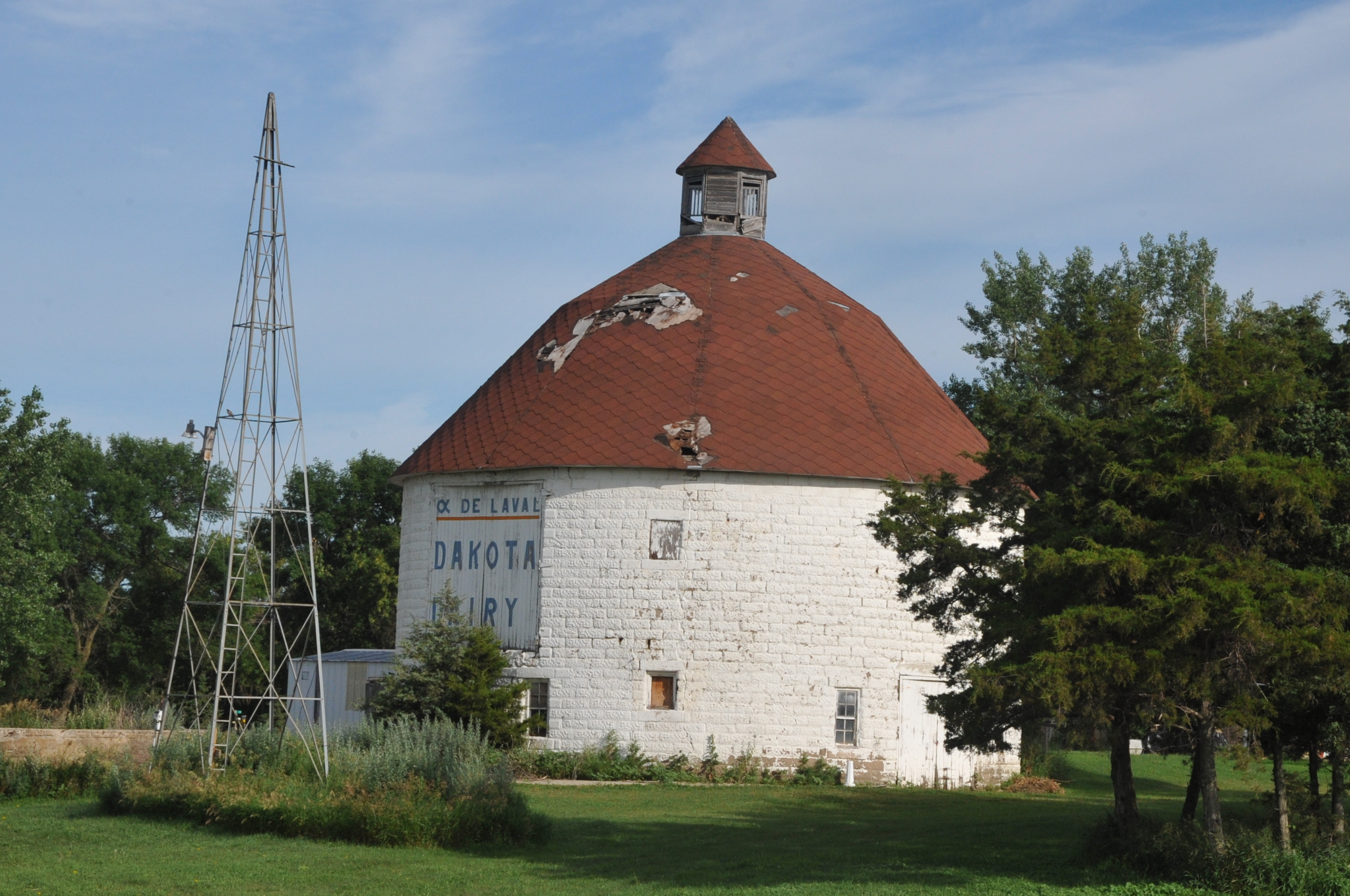
Die Corson Emminger Round Barn ist einer von 43 Einträgen des Countys im NRHP.

43 Bauwerke und Stätten des Countys sind im National Register of Historic Places (NRHP) eingetragen (Stand 30. Juli 2018).

## Städte und Gemeinden
Städte (cities)
- Watertown

Gemeinden (towns)
- Florence
- Henry
- Kranzburg
- South Shore
- Wallace